# Sophia Getzowa

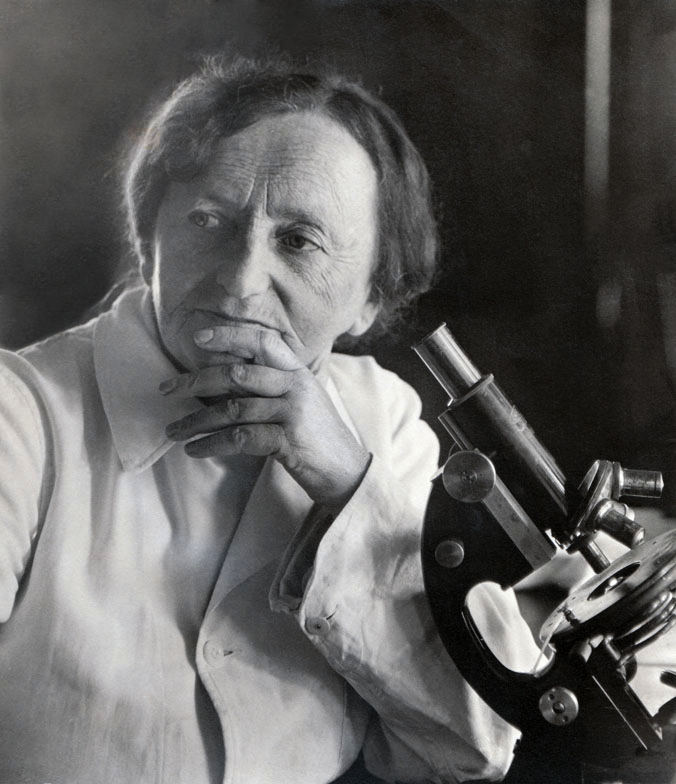
Sophia Getzowa (1937)

Sophia Getzowa (russisch Софья Гецова; * 11. Januarjul. / 23. Januar 1872greg. auf einem Landgut im Rajon Swislatsch; † 12. Juli 1946 in Jerusalem) war eine russische Medizinerin und Hochschullehrerin.

## Leben
Getzowa wuchs in Wilna und Gomel im Ansiedlungsrayon der jüdischen Bevölkerung auf und hatte Unterricht bei einer Rebbetzin, bei der sie das Hebräische Alphabet lernte. Ihre Mutter starb, als sie 8 Jahre alt war. Sie wurde von der Cousine Marie Scheindels-Kagan aufgenommen, die eine Schule in Švenčionys leitete und ihr die russische Orthographie beibrachte. 1882 kehrte sie nach Gomel zurück und besuchte das neue dreijährige Progymnasium. Es folgte das achtjährige Mädchengymnasium in Romny.
1895 begann Getzowa das Medizin-Studium an der Universität Bern. Sie war in der zionistischen Bewegung aktiv und war 1898 Delegierte auf dem 2. Zionistenkongress in Basel. Im selben Jahr verlobte sie sich mit Chaim Weizmann und fuhr mit ihm in den Sommerferien 1898 und 1899 nach Pinsk zu seiner Familie. Mit ihr fuhr ihre Schwester Rebekka, die auch Medizin in Bern studierte. 1901 nahm sie am 5. Zionistenkongress in Basel teil als Delegierte der von Leo Motzkin und Weizmann gegründeten radikalen Demokratischen Fraktion. Weizmann hatte eine Beziehung mit seiner späteren Frau Vera Chazmann und löste im Juli 1901 seine Verlobung mit Getzowa auf. Getzowas Schwester Rebekka starb am 16. April 1902 an Magenkrebs. 1904 wurde Getzowa mit ihrer Dissertation Über die Thyreoidea von Kretinen und Idioten zur Doktorin der Medizin promoviert.
1905 erhielt Getzowa von Hans Strasser eine Assistentenstelle im Anatomischen Institut der Universität Bern und war damit dort die erste Assistentin. Sie untersuchte Struma- und Nebenschilddrüsengewebe und trug zur Klärung des Ursprungs des Schilddrüsenkarzinoms bei. Sie wechselte dann zu Theodor Langhans (Institut für Pathologie) und arbeitete mit Carl Wegelin zusammen. Langhans habilitierte sie 1912, worauf sie Privatdozentin war, während der sieben Jahre jüngere Wegelin sich bereits 1908 habilitiert hatte und Direktor des Anatomischen Instituts wurde.
Nach Beginn des Ersten Weltkriegs verlor sie im Oktober 1915 als Ausländerin ihre Assistentenstelle an der Universität Bern. Ihr früherer Professor Ernst Hedinger verschaffte ihr eine Stellte an der Universität Basel, die nach 9 Monaten endete. Auf Empfehlung Wegelins wurde sie nun Prosektorin am Kantonsspital St. Gallen. Nach dem Krieg kehrte sie nach Bern zurück, ohne eine angemessene Stelle zu finden. 1921 ermöglichte ihr die US-amerikanische Putman-Jacoby Foundation als freie Forscherin am Institut Pasteur in Paris zu arbeiten. 1924 konnte sie nach Bern zurückkehren und im Anatomischen Institut arbeiten.
Bereits in Paris erfuhr Getzowa von einer offenen Stelle der Hadassah in einem Pathologie-Institut in Eretz Israel. Da die finanzielle Ausstattung noch unklar war, bat sie Albert Einstein und Weizmann um Hilfe. Nach erfolgter Klärung reiste sie im Herbst 1925 nach Palästina als Direktorin des noch nicht existierenden Pathologischen Instituts am Rothschild-Hadassah Hospital in Westjerusalem. 1927 wurde sie als erste Frau Lektorin an der Hebräischen Universität Jerusalem. Sie operierte in Kliniken in Tel Aviv-Jaffa. Orthodoxe Juden zerschlugen ihre Laboratoriumsfenster.
1931 kehrte Getzowa nach Basel zurück, um alte Freunde wiederzusehen und internationale Unterstützung für die Vervollständigung ihres Pathologischen Instituts zu suchen. Der Tod ihres Freundes und Unterstützers Motzkin in Paris führte zu einer tiefen Depression. 1939 kehrte sie nach Jerusalem zurück, wo das vervollständigte Pathologische Institut Teil des Hadassah Hospitals auf dem Skopus war. Die Hebräische Universität Jerusalem erkannte nicht ihre Berner Habilitation an und verweigerte ihr den Professorentitel. Eine erneute Habilitation lehnte Getzowa ab, um nicht ihre Arbeit zu vernachlässigen. Am 1. Februar 1939 forderte die Universität sie zum Rücktritt auf. Nach Fürsprachen internationaler Kollegen ernannte sie Rektor Adolf Abraham Halevi Fraenkel zum Professor Emeritus.